# مورو (جزر البليار)
بلدية مورو (بالإسبانية: Muro) هي بلدية تقع في منطقة جزر البليار شرق إسبانيا.

## الديموغرافيا
بلغ عدد سكان بلدية مورو 6.970 نسمة عام 2011 (وفقاً للمعهد الوطني للإحصاء الإسباني).
| 6.060 | 6.174 | 6.478 | 6.610 | 6.741 | 7.144 | 6.970 |

## توأمة
لمورو (جزر البليار) اتفاقيات توأمة مع:
- مورو دي الكوي

## أعلام
- برناردو كابو